# 布雷姆省

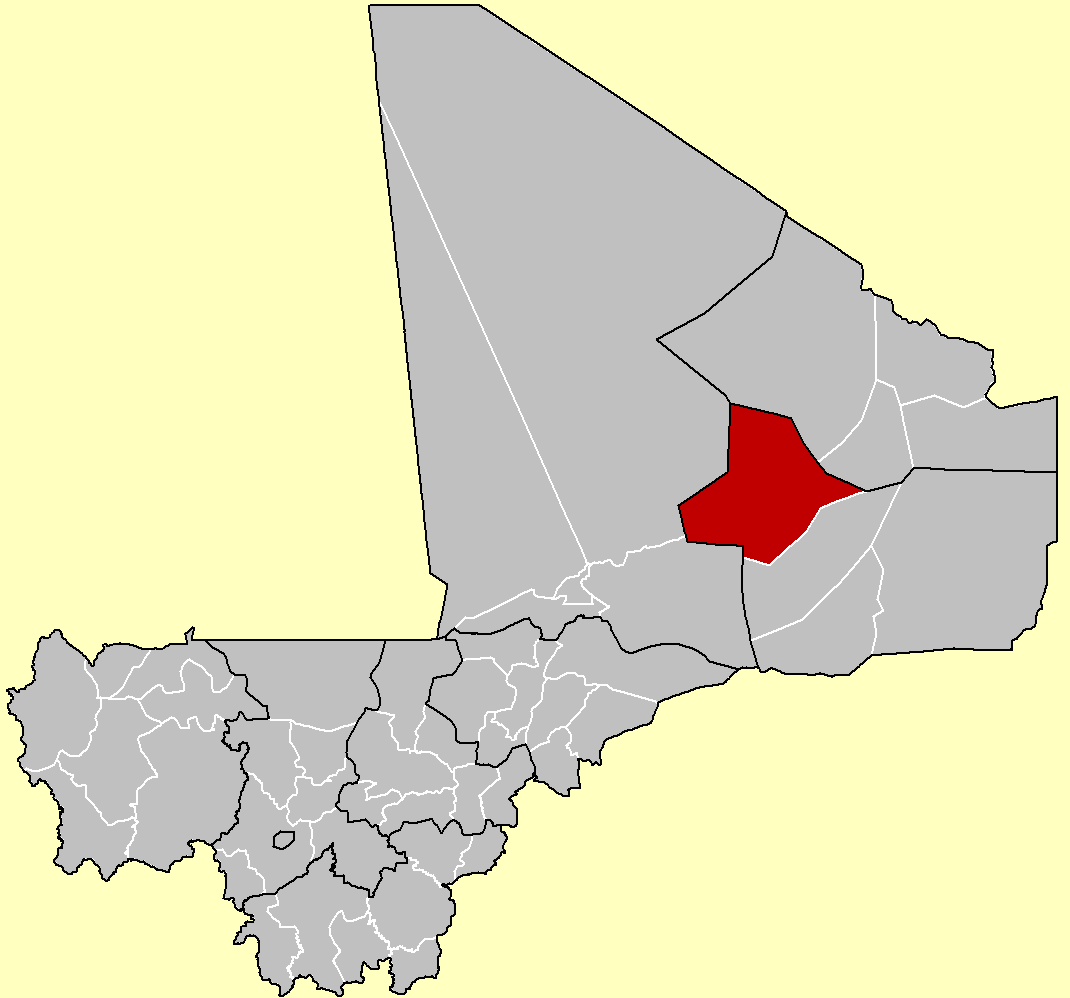

布雷姆省，是馬里的省份，位於該國東部，由加奧區負責管轄，首府設於布雷姆，面積23,614平方公里，2009年人口132,205，人口密度每平方公里5.6人。